# Sony Xperia XA

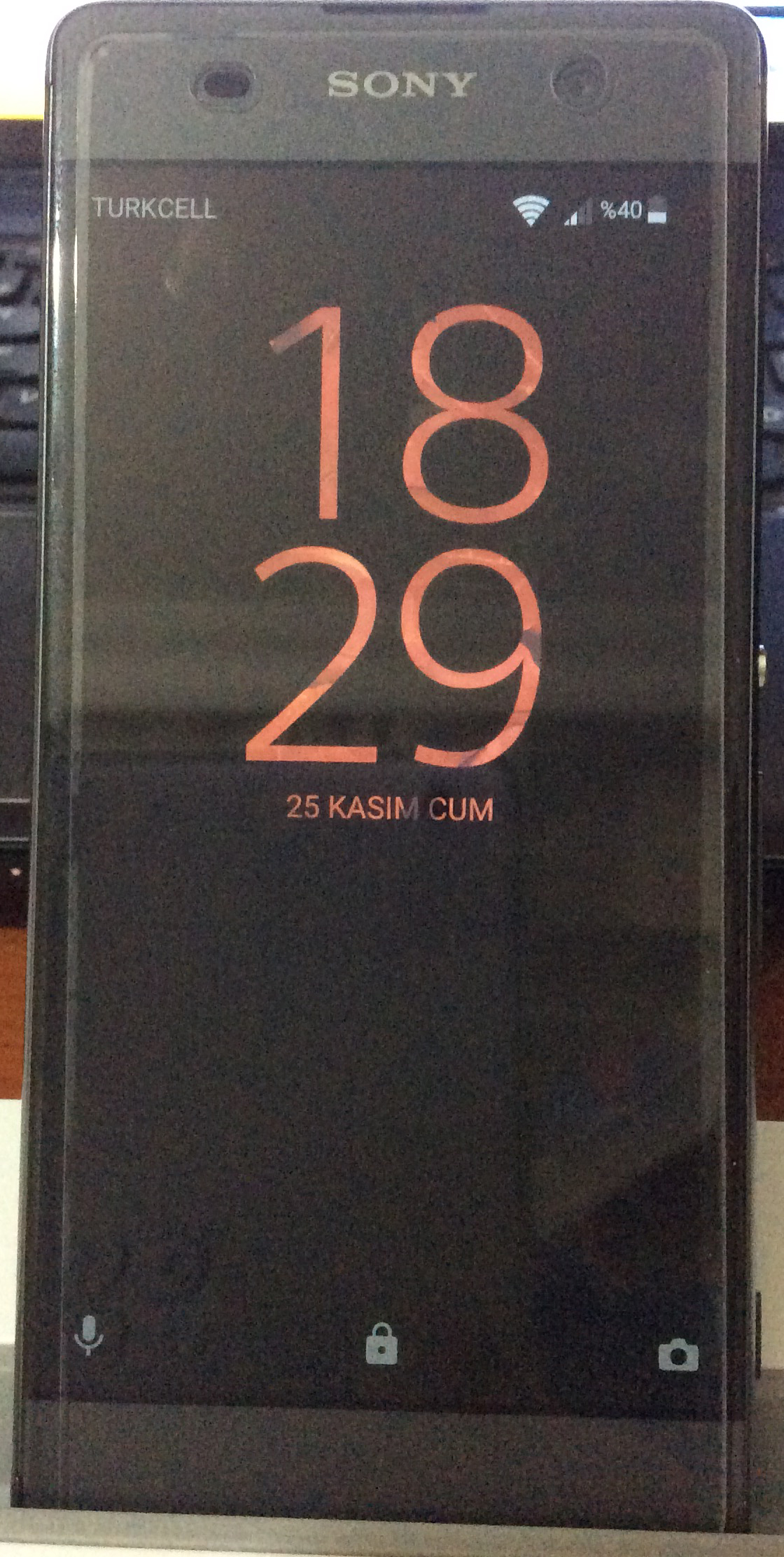
Foto de un Xperia XA

El Sony Xperia XA es un teléfono inteligente de Android producido por Sony. Parte de la nueva familia Sony Xperia X, el dispositivo fue presentado junto con el Sony Xperia X y el Sony Xperia X Performance en el marco de Mobile World Congress 2016 de Barcelona, el 22 de febrero de 2016.

## Especificaciones

### Hardware
El dispositivo presenta unas 5.0 pulgadas (13 cm) 720p pantalla, también presenta un procesador octa-núcleo 64 bits  Mediatek MT6755 (Helio P10) que corre a 2.0 GHz con 2 GB de RAM. El dispositivo también tiene 16 GB almacenamiento interno con microSD expansión de tarjeta hasta 200 GB e incluye una batería no reemplazable de 2300 mAh.
El cámara trasera del Xperia XA es de 13 megapixels con medida de sensor de 1/3 pulgada y una abertura de f/2.0, presentando Sony Exmor RS sensor de imagen con lanzamiento rápido y también presenta híbrido autofocus aquello utiliza detección de fase autofocus aquello puede centrar el objeto dentro 0.03 segundos

### Software
El Xperia XA trae preinstalado Android 6.0.1 "Marshmallow" con la interfaz de Sony.

## Variantes
El Xperia XA posee las siguientes variantes alrededor del mundo: 
| Model            | Bands | Referencia |
| ---------------- | --- | ---------- |
| F3111            | UMTS HSPA+ 850 (Banda V), 900 (Banda VIII), 1900 (Banda II), 2100 (Banda I) MHz. GSM GPRS/EDGE 850, 900, 1800, 1900 MHz LTE (Bandas 1, 2, 3, 5, 7, 8, 20)                       | [ 5 ]      |
| F3113            | UMTS HSPA+ 850 (Banda V), 900 (Banda VIII),1700 (Banda IIII), 1900 (Banda II), 2100 (Banda I) MHz. GSM GPRS/EDGE 850, 900, 1800, 1900 MHz LTE (Bandas 2, 4, 5, 7,12, 13,17, 28) | [ 5 ]      |
| F3115            | UMTS HSPA+ 850 (Banda V), 900 (Banda VIII), 1900 (Banda II), 2100 (Banda I) MHz GSM GPRS/EDGE 850, 900, 1800, 1900 MHz LTE (Bandas 1, 3, 5, 7, 8, 28, 38, 39, 40, 41M)          | [ 5 ]      |
| F3112(dual SIM)  | UMTS HSPA+ 850 (Banda V), 900 (Banda VIII), 1900 (Banda II), 2100 (Banda I) MHz GSM GPRS/EDGE 850, 900, 1800, 1900 MHz LTE (Bandas 1, 2, 3, 5, 7, 8, 20)                        | [ 6 ]      |
| F3116 (dual SIM) | UMTS HSPA+ 850 (Banda V), 900 (Banda VIII), 1900 (Banda II), 2100 (Banda I) MHz GSM GPRS/EDGE 850, 900, 1800, 1900 MHz LTE (Bandas 1, 3, 5, 7, 8, 28, 38, 39, 40, 41M)          | [ 6 ]      |